# Lachenal (Familienname)

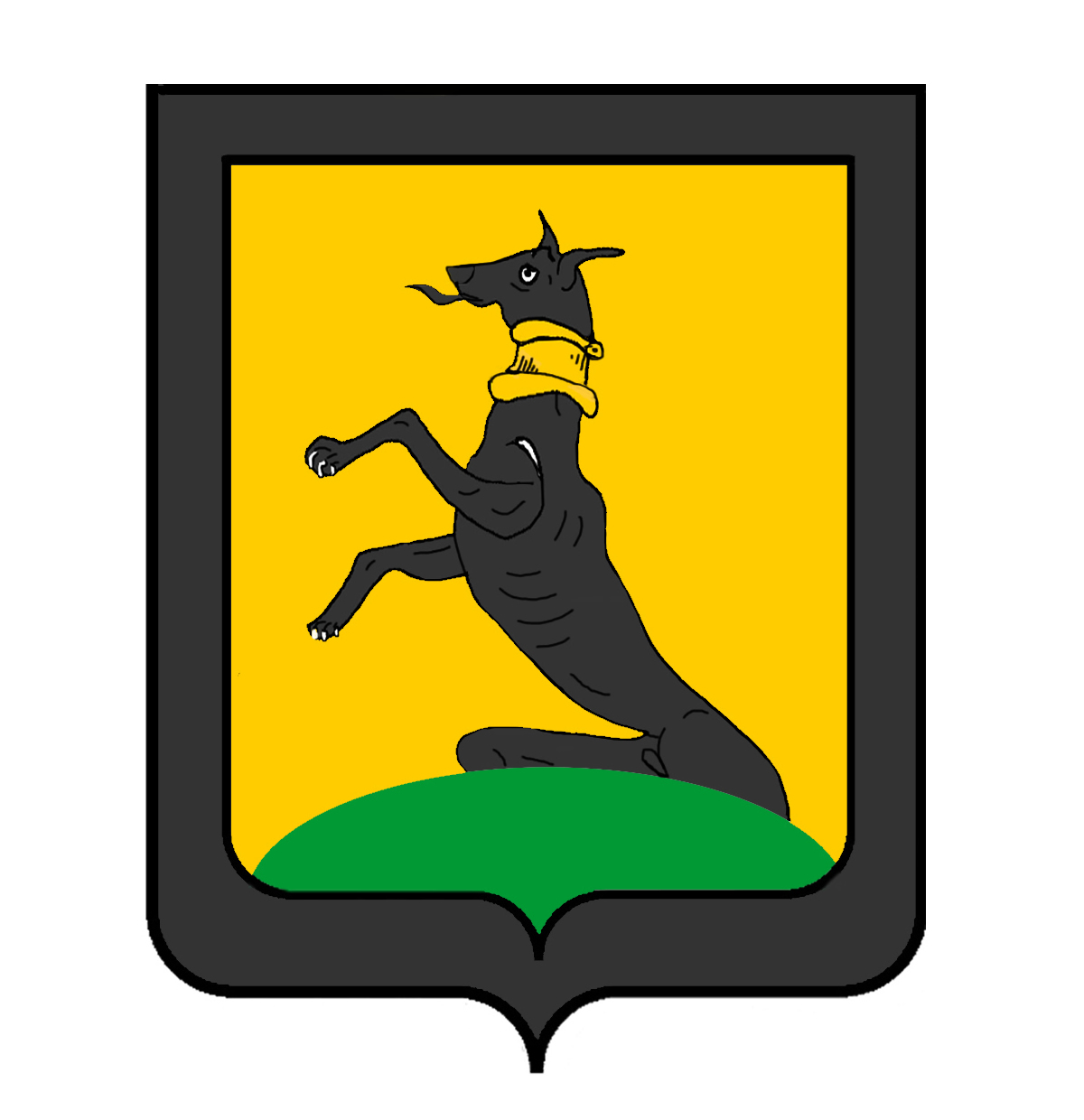
Wappen der Familie Lachenal

Lachenal ist ein französischer Familienname.

## Herkunft und Bedeutung
Der Name Lachenal entstammt dem französischen adeligen Geschlechts Lachenal aus der Region Auvergne. Die Familie ist seit dem 16. Jahrhundert im Besitz der Herrschaft von Lachenal. Jacques Lachenal, Lord von Lachenal lebte um 1531. Im 17. Jahrhundert zog die Familie nach Savoyen, wo sie im Jahr 1697 die Bestätigung ihres Adels erhielt. Der Adel dieses Hauses ist in der Arbeit von J. B. Rietstap "The Armorial General" bestätigt. In Frankreich ist der Name am Meisten verbreitet, Wir finden auch Vorfahren mit Besitztümer im Piemont, Italien. Das Haus Lachenal hatte viele Besitztümer in der Schweiz, ein Zweig ließ sich in Basel, der andere in Genf nieder. Berühmt sind Johann Jakob Lachenal (1708–1749), Professor für Anatomie und Botanik an der Universität Basel und der Botaniker Werner Lachenal (1736–1800). Zum Genfer Zweig gehörte der Staatsmann Adrien Lachenal, Präsidenten des Schweizer Bundesrates 1901, der Politiker und Philanthrop Paul Lachenal (1884–1955) seines Zeichens Präsident des Deutsch-Polnischen Schiedsgerichts (1927) und President des Grossen Rates von Genf.
Der Name kommt sprachlich von der Bezeichnung Chenal = Bewässerungskanal.

## Verbreitung
Weltweites Vorkommen des Familiennamens Lachenal: rund 1195
Häufigstes Vorkommen:
- Frankreich 897
- Philippinen 104
- Schweiz 50
- Niederlande 44
- Vereinigte Staaten 43
- Belgien 23
- Deutschland  2

## Varianten
- de Lachenal
- Lacanal
- Lacanau
- Lachenaud
- Lasinal
- Lachal
- Veyrat de Lachenal
- Lachenal-Toballet
- Lachenal-Dechamboux
- Grand-Lachenal
- Lachenal-Chordet
- Lachenal-Favre

## Namensträger
- Adrien Lachenal (1849–1918), Schweizer Politiker (FDP)
- François Lachenal (1918–1997), Schweizer Diplomat und Herausgeber
- Louis Lachenal (1921–1955), französischer Alpinist
- Marie Lachenal (1848–1937), britische Konzertinaspielerin
- Paul Lachenal (1884–1955), Schweizer Politiker (FDP) und Jurist
- Werner de Lachenal (1736–1800), Schweizer Anatom und Botaniker
- Edmond Lachenal (1855–1948), Keramikheststeller, Schlüsselfigur der französischen Keramik im Jugendstil.

## Familienwappen
Das Familienwappen von Lachenal zeigt nach Beschreibung des Wappenbuches der Stadt Basel, Helm und Krone, einen Hund, sitzend mit goldenem Kragen auf einer grünen Basis.